# مارتن ياكوبكو
مارتين ياكوبكو (بالسلوفاكية: Martin Jakubko)‏ (مواليد 26 فبراير 1980 في تشمينيانسكا نوفا فيس) لاعب كرة قدم سلوفاكي يلعب حاليا لصالح نادي ساتورن موسكو أوبلاست الروسي .

## مسيرته الكروية
لعب مارتن ياكوبكو خلال مسيرته الاحترافية مع 8 أندية في اثنين وعشرين موسمًا وسجل خلالها 67 هدفًا ضمن 289 مباراة. حيث فاز في موسم واحد بالكأس ولم يفز بأي دوري.
خاض مارتن ياكوبكو مسيرته مع تاتران بريشوف ‏ في موسم 1999–00 ليلعب معه خمسة مواسم، مشاركًا في 23 مباراة ولم يسجل أي هدف. ثم انتقل إلى دوكلا بانسكا بيستريتسا ‏ في موسم 2003–04 في المرة الأولى واستمر معه طيلة ثلاثة مواسم ثم في موسم 2010–11 ولمدة موسمين، حيث شارك طوالها في 86 مباراة سجل خلالها 38 هدفًا. لينتقل بعدها إلى نادي ساتورن رامنسكوي في موسم 2006 ليلعب معه أربعة مواسم، مشاركًا في 38 مباراة سجل خلالها 4 أهداف. ثم انتقل إلى نادي خيمكي ما بين عامي 2008 و2009 لمدة موسم واحد، مشاركًا في 15 مباراة سجل خلالها هدفين. هذا وانتقل لاحقًا إلى نادي إف سي موسكو ما بين عامي 2009 و2010 لمدة موسم واحد، مشاركًا في 23 مباراة سجل خلالها 8 أهداف. ثم انتقل بعدها إلى نادي دينامو موسكو ما بين عامي 2010 و2011 لمدة موسم واحد، مشاركًا في 11 مباراة ولم يسجل أي هدف. ليعود وينتقل من جديد، لكن هذه المرة إلى نادي أمكار بيرم في موسم 2011–12 ليلعب معه أربعة مواسم، مشاركًا في 65 مباراة سجل خلالها 9 أهداف. لينتقل بعدها إلى نادي روجومبيروك في موسم 2015–16 لمدة موسم واحد، مشاركًا في 28 مباراة سجل خلالها 6 أهداف.

## روابط خارجية
- مارتن ياكوبكو على موقع الاتحاد الدولي (مؤرشف)  (الإنجليزية)
- مارتن ياكوبكو على موقع الاتحاد الأوربي (الإنجليزية)
- مارتن ياكوبكو على موقع قاعدة بيانات كرة القدم.إي يو (الإنجليزية)
- مارتن ياكوبكو على موقع ناشيونال فوتبول تيمز (الإنجليزية)
- مارتن ياكوبكو على موقع Soccerway.com (الإنجليزية)
- مارتن ياكوبكو على موقع عالم كرة القدم.نت (الإنجليزية)
- مارتن ياكوبكو على موقع كووورة
- مارتن ياكوبكو على موقع AS.com (الإسبانية)